# Granito rosa di Baveno

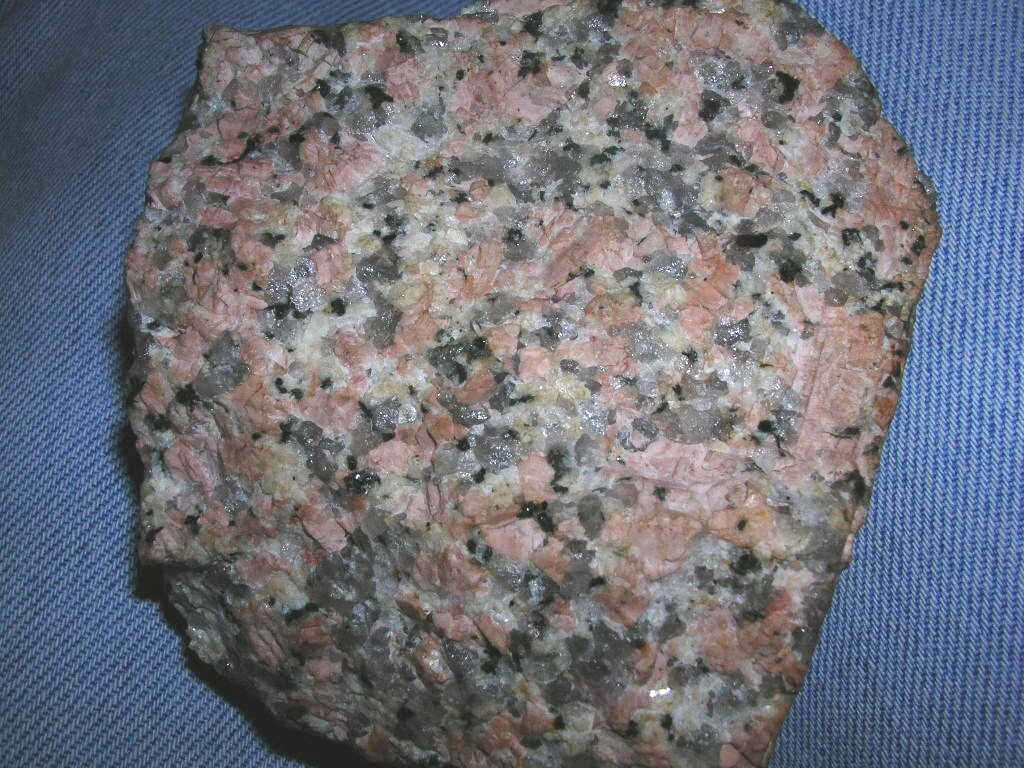
Campione di granito rosa di Baveno

Il granito rosa è un tipo di granito, estratto dalle cave di Baveno sul Lago Maggiore dal XIX secolo; è uno dei graniti più utilizzati per l'edilizia e la decorazione.

## Morfologia
Granito a grana medio-grossa omogenea, di colore rosa uniforme legato alla colorazione del K-feldspato. Composizione mineralogica: K-feldspato (più abbondante rispetto al Montorfano bianco), quarzo, plagioclasio (oligoclasio), biotite; fluorite, mica bianca, zeoliti, epidoto, allanite, zircone e magnetite.

## Pertinenza geologica
Magmatismo tardo-Varisico (280 Ma)

## Storia
Già a partire dal XVI secolo il granito, di cui è ricco il versante orientale del Mottarone, venne utilizzato massicciamente, soprattutto nell'architettura lombarda. Nel corso dei secoli questa pregiata roccia fu esportata anche all'estero, inizialmente sfruttando i numerosi corsi d'acqua accessibili dalla zona.
La cittadina di Baveno è da sempre rinomata per il suo pregiato granito rosa che si può ritrovare in innumerevoli costruzioni sparse per il mondo; le colonne della controfacciata del Duomo, l'arco della Pace e la galleria Vittorio Emanuele II a Milano, la Mole Antonelliana a Torino, le colonne dell'Opera di Parigi, la chiesa di San Carlo a Vienna, il monumento di Cristoforo Colombo a New York e il palazzo Reale di Bangkok ne sono alcuni illustri esempi.Inoltre il granito di Baveno era molto utilizzato in palazzi e abitazioni civili a Milano, Pavia (in particolare nei collegi Borromeo e Ghislieri) e Piacenza.
Nel tratto di strada che da Baveno giunge alla frazione di Feriolo sono numerose le cave che si susseguono, caratterizzandone l'intero contesto ambientale. Da segnalare che nelle cave, oltre al prezioso granito rosa, si possono trovare circa 60 specie di minerali diversi, ad alcuni dei quali Baveno ha dato il nome: ne sono un esempio la bavenite, la bazzite e la fluorite.
A partire dalla metà del 1800 l'estrazione e l'esportazione di Granito rosa di Baveno per edilizia civile e monumenti ebbe un notevole sviluppo grazie all'imprenditore svizzero Nicola Della Casa, primo in Italia ad applicare la lavorazione meccanica ai graniti.
Sul lungolago di Baveno il monumento dedicato ai picasass, gli scalpellini locali, rende omaggio ai lavoratori della pietra che hanno onorato Baveno in tutto il mondo.

## Principali impieghi
Edilizia civile e industriale, arredo urbano, arredamento, arte funeraria e monumenti.